# Stanislav Šesták
Stanislav Šesták, né le 16 décembre 1982 à Demjata, est un footballeur international slovaque, jouant au Ferencváros TC.

## Clubs
- 2000-décembre 2001 :  1.FC Tatran Prešov
- décembre 2001-2003 :  SK Slovan Bratislava
- 2004-2007 :  MŠK Žilina
- 2007-2010 :  VfL Bochum
- 2010-2011 :  MKE Ankaragücü
- 2011-2014 :  Bursaspor
- 2014-2015 :  VfL Bochum
- depuis 2015 :  Ferencváros TC

## Palmarès
- Avec le MŠK Žilina
  - Champion de Slovaquie en 2004 et 2007
  - Vainqueur de la Supercoupe de Slovaquie en 2004
- Avec le Ferencváros TC
  - Championnat de Hongrie en 2016